# Valproinsav
A valproinsav hangulatstabilizáló antiepileptikus gyógyszer. Elsősorban epilepszia és bipoláris zavar, ritkábban depresszió, migrénes fejfájás és szkizofrénia ellen alkalmazzák.
Telített, egyszeresen elágazó zsírsav, és ezáltal különbözik a szerkezete a többi – gyűrűs – antiepileptikumétól.
A valproinsav hiszton deacetiláz gátló is. Kutatások folynak HIV és rák elleni alkalmazására.

## Hatása
A valproinsav támadáspontja feltehetőleg a gamma-aminovajsav (GABA) anyagcseréje. A glutaminsav-dekarboxiláz aktiválása és a GABA-transzamináz gátlása révén erősen emelkedik a szinaptosomák és az interszinaptikus rés GABA-koncentrációja. A GABA gátló hatású neurotransmitterként megakadályozza a pre- és posztszinaptikus kisülést és ezzel megelőzi a görcsaktivitás kiterjedését.
A valproinsav pszichotrop hatása miatt jobb visomotor-koordináció és fokozott koncentráló képesség alakul ki.

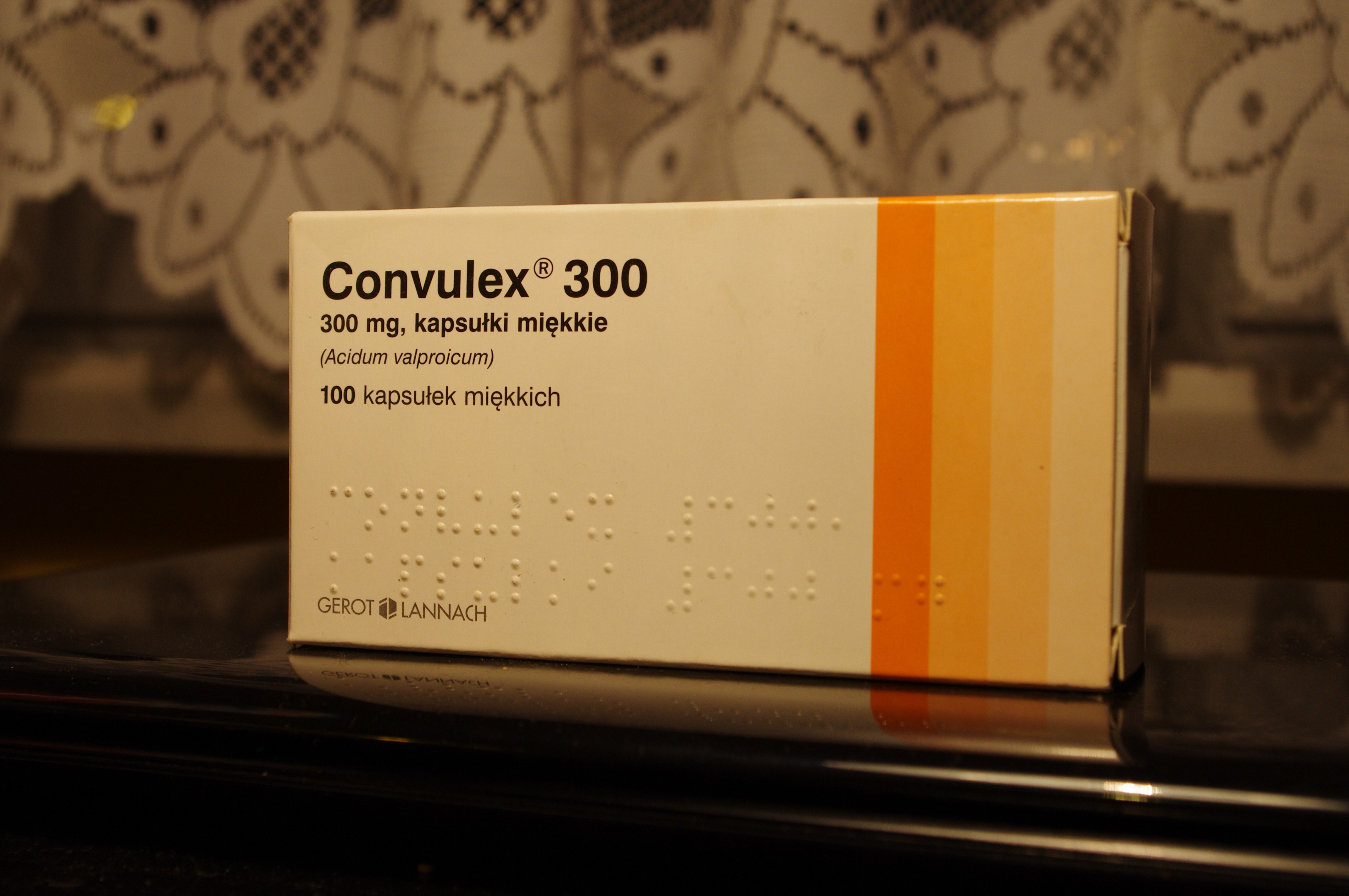
A Convulex csomagolása

## Védjegyezett nevű készítmények
- Convulex
- Depakine

## Fordítás
- Ez a szócikk részben vagy egészben  a   Valproic acid című angol Wikipédia-szócikk fordításán alapul.  Az eredeti cikk szerkesztőit annak laptörténete sorolja fel. Ez a jelzés csupán a megfogalmazás eredetét és a szerzői jogokat jelzi, nem szolgál a cikkben szereplő információk forrásmegjelöléseként.